# Vlasta Matulová
Vlasta Matulová (Brno, 31 de octubre de 1918 – Praga, 18 de abril de 1989 fue una actriz checoslovaca.

## Biografía
En 1937 se graduó en actuación en el Conservatorio de Brno.
Actuó en teatros de su ciudad natal y de Pardubice de 1937 a 1938, y desde 1940 en el Teatro Nacional de Praga. Y además de sus actuaciones en cine y televisión, enseñó en el Conservatorio de Praga.